# Jeffrey Jacob Abrams
Jeffrey Jacob Abrams (Nova York, 27 de juny del 1966) és un productor, guionista, actor, compositor i director de cinema i televisió estatunidenc. És el director general de Bad Robot Production, productora que va fundar ell mateix l'any 2001. Guanyador d'un Emmy i un Premi Globus d'Or, Abrams se'l coneix com a creador o co-creador de les sèries de televisió Felicity, Alias, Lost (en català “Perduts”) i Fringe i com a director de les pel·lícules Mission: Impossible III (en català Missió: Impossible III) i Star Trek.

## Vida personal
Tot i néixer a Nova York Jeffrey Abrams va créixer a la ciutat de Los Angeles (Califòrnia). Va estudiar al Sarah Lawrence College de Bronxville, Nova York. Els seus pares, Gerald W. Abrams i Carol Abrams, ja estaven immersos en el món cinematogràfic, ja que ambdós es dedicaven a feines de producció. Els dos fills de la parella, Jeffrey i Tracy Abrams, han acabat treballat en la indústria de l'audiovisual.
Des del 1996, Jeffrey Abrams ha estat casat amb Katie McGrath amb la qui ha tingut tres fills: Henry (1998), Gracie (1999) i August (2006). Katie McGrath treballava com a executiva de relacions públiques a Nova York quan va conèixer Abrams en un sopar el 1994.

## Infància i adolescència
J. J. Abrams va començar a mostrar interès pel món del cinema a la precoç edat de 8 anys, quan el seu avi el va portar a un tour de la Universal Studios. Aquella mateixa nit, va demanar al seu pare si podia utilitzar la seva càmera Super 8 mm. Després de molt insistir, el seu pare li va deixar la càmera, amb la qual el seu fill va començar a fer diversos curtmetratges amateurs amb els seus amics, entre els quals hi havia l'actor Greg Grunberg, amb qui acabaria treballant futurament. Als deu anys, J. J. Abrams ja havia filmat gran quantitat d'obres que havia presentat en diversos festivals, aconseguint nombrosos premis. Als 13 anys, quan estava participant en el programa Word of Mouth que emetia la cadena privada per cable Z Channel, va conèixer els seus futurs amics i companys de professió Matt Reeves i Bryan Burk. El show on participaven permetia als espectadors exposar els seus propis curtmetratges. Va ser d'aquesta manera com els tres joves van esdevenir amics i van començar a realitzar filmacions junts.
Mentre estudiava secundària va decidir escriure els seus propis guions, prenent com a referència el guió de la pel·lícula Ordinary People (en català Gent corrent, 1980) del guionista Alvin Sargent. A part d'aquesta pel·lícula, J. J. Abrams va créixer amb les icones televisives de la cultura pop a través dels programes Twilight Zone (1959-1964), Mary Tyler Moore Show (1970-1977) i els superherois Superman i Speed Raccer. També, com declara el productor, va estar obsessionat en les pel·lícules de terror dels finals dels 70 i els 80 que implicaven l'ús d'efectes especials. És per aquesta raó que la saga de Star Wars (en català La Guerra de les Galàxies, 1977) de George Lucas ha influenciat enormement Abrams, no només pels efectes sinó pel seu argument, ja que, com assegura el productor, “es tracta de la millor personificació del bé i del mal que s'ha fet mai en la ficció”. Altres pel·lícules que han marcat l'adolescència d'Abrams han estat Philadelphia Story (1940) i El geperut de Notre-Dame  (1939) amb l'actor Charles Laughton.

## Els primers treballs
Ja als 16 anys, Abrams va començar a demostrar les seves habilitats musicals en escriure part de la música de la pel·lícula de ciència-ficció Nightbeast (1982), dirigida pel director de culte Don Dohler i distribuïda per Troma Entertainment, una companyia independent de producció i distribució de cinema de sèrie B fundada el 1974. El seu gust pel gènere de la ciència-ficció i l'imaginari provinent del pulp s'aniria fent cada vegada més present al llarg de la seva carrera.
Després del Palisades Charter High School (Los Angeles), va anar al Sarah Lawrence College a Bronxville (Nova York) on va conèixer Jill Mazursky, amb el qual va escriure durant l'últim any de carrera el tractament del seu primer llargmetratge, Taking Care of Business (en castellà Millonario al instante, 1990), que va dirigir Arthur Hiller i protagonitzada pels comediants Charles Grodin i James Belushi. Tan sols amb 20 anys, la carrera d'Abrams va continuar guanyant impuls gràcies als seus guions: Regarding Henry (en castellà A propósito de Henry, 1991), pel·lícula dramàtica dirigida per l'oscaritzat Mike Nichols i protagonitzada per Harrison Ford; i Forever Young (en castellà Eternamente joven, 1992) dirigida per Steve Miner i protagonitzada per Mel Gibson. Malgrat aquesta darrera pel·lícula fos qualificada de ciència-ficció (el seu protagonista viatja en el temps), no serà fins a futurs projectes com Armageddon (1998), Alias (2001) o Lost (2004), quan es consolidarà com a autor d'aquest gènere. D'altra banda, va ser durant aquest ambiciós període com a guionista quan va decidir endinsar-se en l'àmbit de la producció per primera vegada. De fet, és per aquesta funció en el procés cinematogràfic com se'l coneix actualment.
L'any 1993, va compondre la cançó Mir Petrified Forrest per la pel·lícula de ciència-ficció Futur Shock (1993). Tot i que aquesta obra no és gaire rellevant en el si de la carrera d'Abrams, és clau per considerar-se el punt de trobada del productor amb molts dels professionals amb qui treballaria en els següents projectes: el director Matt Reeves, l'actor Greg Grunberg, el productor i director Lawrence Trilling, el productor Bryan Burk i l'actriu Amanda Foreman (Forever Young). A partir d'aquest mateix any, Abrams es va submergir per primera vegada en una nova faceta dins el món cinematogràfic, participant com a actor en dues pel·lícules, Un estrany a la família (1993), i Diabolique (1996). El tema tractat en Un estrany a la família serà desenvolupat en la futura sèrie d'Abrams, Six Degrees (en castellà Seis grados de separación, 2006-2007).
El debut professional del seu amic i director Matt Reeves va ser amb la pel·lícula The Pallbearer (en castellà Mi desconocido amigo, 1996), produïda per Abrams. Es tracta d'una comèdia negra protagonitzada per David Schiwimmer i Gwyneth Paltrow, on també van participar el ja constant Greg Grunberg i la germana d'Abrams, Tracy, com a ajudant de coordinació de producció.
Malgrat que Abrams ja s'havia endinsat plenament en l'àrea de la producció, va contribuir en els guions de dues pel·lícules més. Va co-escriure la comèdia Gone Fishin (en castellà Dos chiflados en remojo, 1997) amb el seu company d'universitat Jill Mazursky, amb qui ja havia treballat anteriorment. El film va estar dirigit per Christopher Cain. El 1998 va col·laborar amb el productor Jerry Bruckheimer i el director Michael Bay a Armageddon (1998), per als qui va escriure el guió. La pel·lícula va tenir un èxit considerable a les taquilles i va aconseguir nombrosos premis i nominacions, entre els quals, quatre nominacions als Oscars. Encara que Abrams es donés a conèixer com a guionista d'un film taquiller, va estar nominat als premis Razzie com a pitjor guionista.

## La primera incursió a la televisió:Felicity
El 1998 Jeffrey Abrams va fer la seva primera incursió en la televisió amb la sèrie de màxima audiència Felicity (1998-2002), emesa per The WB Network i protagonitzada per Keri Russell i dos antics col·laboradors, Greg Grunberg i Amanda Foreman, entre d'altres. La sèrie es va desenvolupar en quatre temporades, amb un total de 84 episodis, que narraven els amors de Felicity Porter durant els anys universitaris. Abrams va ser el co-creador, juntament amb el seu amic Matt Reeves. També va treballar com a productor executiu i guionista en aquest projecte, i per primera vegada va dirigir-ne alguns capítols l'any 1999. A més a més, va compondre el tema d'obertura de la tercera i quarta temporada. Felicity va tenir molt d'èxit arreu del món (es va transmetre a 35 països), i va tenir el seguiment d'un gran nombre d'espectadors. La sèrie va obtenir un total de 26 nominacions i 4 premis en acadèmies i festivals de televisió.

## Consolidació com a productor:Bad Robot Productions
El 1999 J. J. Abrams va produir la comèdia dramàtica Els suburbans (The Suburbans) (1999) dirigida per Donald Lardner Ward. Es tracta d'una pel·lícula independent de temàtica ordinària, de baix pressupost i amb rostres relativament poc conegudes.
L'any 2001 J. J. Abrams va fundar la productora Bad Robot Productions (inicialment coneguda com a Bad Robot), de la qual Abrams és president i director executiu i el seu amic Bryan Burk n'és vicepresident executiu. Des del seu naixement, la companyia s'ha encarregat de la producció de les sèries de televisió i les pel·lícules que porten el segell de J. J. Abrams. Joy Ride (en castellà Nunca juegues con extraños, 2001) dirigida per John Dahl va ser el primer film produït per Bad Robot Productions. Abrams va participar en la pel·lícula com a guionista i productor. El film va estar nominat al Premi Saturn de l'Academy of Science Fiction, Fantasy & Horror Films en la categoria de Millor pel·lícula d'acció, aventures o thriller (2002).

## Els grans èxits televisius:AliasiLost
Aprofitant que la sèrie Felicity seguia a bon rumb, Abrams va fer públiques les seves frustracions respecte a les limitacions de la sèrie, comentant que seria més interessant si la protagonista tingués una vida secreta com a espia. Aquest va ser l'inici de la sèrie d'acció Alias (2001-2006), sobre la dobla vida d'una agent secret, de la qual Abrams en fou el creador i el productor executiu. A més, i tal com ja havia fet anteriorment, també va compondre el tema d'obertura de la sèrie. La sèrie es va emetre durant 5 temporades per la cadena ABC, al llarg d'un total de 105 episodis. Per tirar endavant Alias, va recórrer al treball de molts dels que han esdevingut el seu equip selecte: el director Jack Bender, els productors Bryan Burk i Robert M. Williams, els guionistes Alex Kurtzman, Roberto Orci i Drew Goddard, el músic Michael Giacchino, el fotògraf Micheal Bonvillain, els muntadors Stan Salfas, Mary Jo Markey i Maryann Brandon, les directores de càsting April Webster i Mandy Sherman i el dissenyador de producció, Scott Chamblis. L'actriu Jennifer Garner, qui ja havia treballat anteriorment amb Abrams a Felicity, va aconseguir el paper protagonista a la sèrie, en la qual també van participar actors com Victor Garber, Ron Rifkin, Michael Vartan (The Pallbearer), Bradley Cooper, i dos inseparables com Greg Grunberg i Amanda Foreman, entre d'altres. Per altra banda, tal com havia fet Abrams en la seva sèrie anterior, va comptar amb la col·laboració de convidats de prestigi: des d'actors de renom – com l'actor Terry O' Quinn - fins a notables celebritats de l'espectacle.
Els inicis d'Alias no tingueren gaire èxit, ja que la sèrie es va estrenar en un moment en què la cadena on s'emetia, ABC, acabava de viure una baixa considerable d'audiència amb el programa Who Want to Be a Millionaire? (en català Qui vol ser millonari?). Malgrat això, entre 2001 i 2003, Alias va començar a rebre bones crítiques, fins a convertir-se en sèrie de culte de gran quantitat d'espectadors d'edats compreses entre 18 i 50 anys. Aquesta bona rebuda de la sèrie provocà que ABC prolongués la seva emissió durant cinc anys. La sèrie va permetre a Abrams consolidar-se com a guionista i director, i preparar-se pels seus propers èxits, entre ells la sèrie Lost (Perduts), que es va emportar bona part de l'audiència d'Alias en les seves dues últimes temporades. Alias ha guanyat 19 premis i ha estat nominada a molts altres guardons de diverses acadèmies i festivals de televisió. Entre alguns d'aquests premis cal destacar el premi People Choice en la categoria Favorite Television New Dramatic Series (2002) i el Premi Saturn en la categoria Best Network Television Series (2003) atorgat per l'Academy of Science Fiction, Fantasy & Horror Films. D'altra banda, la revista britànica Empire va col·locar la sèrie Alias en la posició 35 de les millors sèries que s'han realitzat en tota la història de la televisió.
El 2004 Lloyd Braun, el president de la cadena ABC, va proposar la idea d'una sèrie dramática que tingués com a referència la pel·lícula Cast Away, (en català Nàugraf, 2000), dirigida per Robert Zemeckis i protagonitzada per Tom Hanks, i el reality show Survivor (2000 - actualitat) de la cadena CBS. Inicialment el guionista Jeffrey Lieber va ser contractat per escriure el guió del capítol pilot de la sèrie que per aquell temps s'anomenava Nowhere (en català En cap lloc). Aquesta primera idea, inspirada en el llibre de Lord of the Flies (en català El senyor de les Mosques, 1954) de William Golding i la pel·lícula Nàufrag, es tractava d'un drama realista sobre un grup petit de persones que es quedaven aïllats de la resta del món i es veien obligats a reinventar la societat. Malauradament la cadena ABC no li va agrafar el guió per culpa que la història no disponia de continuïtat per a més temporades, per la qual cosa van acomiadar a Lieber del projecte. La idea va ser entregada a J. J. Abrams i al seu amic, el guionista i productor Damon Lindelof, que en aquell temps havia estat treballant en la sèrie Crossing Jordan (2001-2007) de la NBC. Junts van confeccionar la sèrie que coneixem avui dia com a Lost (en català Perduts, 2004-2010). La novetat que van aportar els seus creadors respecte al guió inicial va ser que el nou programa no tenia com a protagonista els nàufrags, sinó a la mateixa illa i els misteris que amaga. La sèrie compta amb 6 temporades (al voltant de 24 capítols en les tres primeres tandes i aproximadament 16 capítols les tres restants), tretze webisodis, un videojoc i una llarga llista de material adcicional a Internet.
Va ser el 22 de setembre del 2004 quan es va emetre el doble capítol pilot de la sèrie dirigits per Abrams amb un pressupost rècord de 12 milions de dòlars (superat actualment per una altra sèrie del productor, Fringe (2008). A més de dirigir, escriure i produir la sèrie, Abrams va compondre la música d'obertura de la sèrie. Les dues primeres temporades de la sèrie van tenir un èxit espectacular, arribant a tenir una mitjana de 16,1 milions d'espectadors als Estats Units. Malgrat que a la tercera temporada va experimentar una baixada considerable d'audiència a causa de la lentitud de la resolució dels seus enigmes, Lost s'ha consolidat com una de les sèries més seguides de la història de la televisió. No es coneix en exactitud l'audiència de la sèrie, ja que la major part del seu públic són internautes que es descarreguen els capítols a través d'Internet. Tant és així que Lost ha aconseguit recentment un nou rècord Guiness com la sèrie més descarregada de la xarxa. A més a més, és a Internet on més s'ha consolidat la comunitat mundial de fans d'aquesta sèrie, que ha passat a formar part de la cultura popular actual, essent referència en multitud de programes de televisió, còmics i cançons. A part del reconeixement del públic, la sèrie ha rebut un total de 44 premis, entre els quals cal destacar un Premi Globus d'Or per la “Millor sèrie dramàtica” (2006) i sis premis Emmy, entre ells el de “Millor director en sèrie dramàtica” (2005) atorgat a J. J. Abrams pel capítol pilot. D'altra banda, algunes revistes i organitzacions han posicionat Lost en el rànquing de les millors sèries de televisió de la història (segons la revista Empire, estaria entre les 5 millors sèries de la història televisiva).

## Televisió
- Felicity (1998-2002), co-creador i productor executiu
- Alias (2001-2006), creador i productor executiu
- Lost (Perduts) (2004-2010), co-creador i productor executiu
- What About Brian (2006-2007), productor executiu
- Six Degrees (2006-2007), co-creador i productor executiu
- The Office (2007), director convidat (episodi "Cocktails")
- Fringe (2008-2013), co-creador, guionista i productor executiu
- Anatomy of Hope (2009), director i productor executiu
- Little Voice (2020), productor executiu

## Filmografia
| Any  | Títol                                                                          | Acreditat com | Acreditat com | Acreditat com |
| Any  | Títol                                                                          | Director      | Guionista     | Productor     |
| ---- | ------------------------------------------------------------------------------ | ------------- | ------------- | ------------- |
| 1990 | Milionari a l'instant (Taking Care of Business)                                | No            | Sí            | No            |
| 1991 | A propòsit de Henry (Regarding Henry)                                          | No            | Sí            | Co-Productor  |
| 1992 | Eternament jove (Forever Young)                                                | No            | Sí            | Executiu      |
| 1997 | Gone Fishin'                                                                   | No            | Sí            | No            |
| 1998 | Armageddon                                                                     | No            | Sí            | No            |
| 2001 | Jugant amb el perill (Joy Ride)                                                | No            | Sí            | Sí            |
| 2006 | Mission: Impossible III                                                        | Sí            | Sí            | No            |
| 2009 | Star Trek                                                                      | Sí            | No            | Sí            |
| 2011 | Super 8                                                                        | Sí            | Sí            | Sí            |
| 2013 | Star Trek Into Darkness                                                        | Sí            | No            | Sí            |
| 2015 | Star Wars episodi VII: El despertar de la força (Star Wars: The Force Awakens) | Sí            | Sí            | Sí            |
| 2019 | Star Wars: L'ascens de Skywalker (Star Wars: The Rise of Skywalker)            | Sí            | Sí            | Sí            |

| Producer only - Un amic desconegut (The Pallbearer) (1996) - Els suburbans (The Suburbans) (1999) - Cloverfield (2008) - Morning Glory (2010) - Mission: Impossible – Ghost Protocol (2011) - Mission: Impossible – Rogue Nation (2015) - 10 Cloverfield Lane (2016) - Star Trek Beyond (2016) - The Cloverfield Paradox (2018) - Mission: Impossible – Fallout (2018) - Overlord (2018) - Lou (2022) - The Boy, the Mole, the Fox and the Horse (2022, short film) - The Blue Angels (2024) - Elizabeth Taylor: The Lost Tapes (2024) - Flowervale Street (2026) | Productor executiu - Infinitely Polar Bear (2014) - Star Wars: Els últims Jedi (Star Wars: The Last Jedi) (2017) |

## Premis
- 2002 Guanyador del Golden Globe Award a la Millor Sèrie de Televisió - Drama (Alias)
- 2002 Nominat en l'Emmy Award Nomination al Millor Guió - Drama (Alias)
- 2005 Guanyador de l'Emmy Award a la Millor Sèrie - Drama (Lost)
- 2005 Guanyador de l'Emmy Award a la Millor Direcció - Drama (Lost)
- 2005 Nominat en l'Emmy Award al Millor Guió - Drama (Lost)
- 2006 Guanyador del Golden Globe Award a la Millor Sèrie de Televisió - Drama (Lost)
- 2007 Nominat al Golden Globe Award a la Millor Sèrie de Televisió - Drama (Lost)